# Запад штата Риу-Гранди-ду-Норти (мезорегион)

Запад штата Риу-Гранди-ду-Норти на карте.

Запад штата Риу-Гранди-ду-Норти (порт. Mesorregião do Oeste Potiguar) — административно-статистический мезорегион в Бразилии, входит в штат Риу-Гранди-ду-Норти. Население составляет 826 707 человек (на 2010 год). Площадь — 21 175,038 км². Плотность населения — 39,04 чел./км².

## Демография
Согласно сведениям, собранным в ходе переписи 2010 г. Национальным институтом географии и статистики (IBGE), население мезорегиона составляет:
| Полное население                            | Полное население                            | Полное население                            | Полное население                            | 826 707 |
| ------------------------------------------- | ------------------------------------------- | ------------------------------------------- | ------------------------------------------- | ------- |
| в том числе:                                | Городское население                         | 607 697                                     | Процент городского населения, %             | 73,51   |
|                                             | Сельское население                          | 219 010                                     | Процент сельского населения, %              | 26,49   |
|                                             | Мужское население                           | 408 063                                     | Процент мужского населения, %               | 49,36   |
|                                             | Женское население                           | 418 644                                     | Процент женского населения, %               | 50,64   |
| Плотность населения, чел/км²                | Плотность населения, чел/км²                | Плотность населения, чел/км²                | Плотность населения, чел/км²                | 39,04   |
| Население мезорегиона в % к населению штата | Население мезорегиона в % к населению штата | Население мезорегиона в % к населению штата | Население мезорегиона в % к населению штата | 26,10   |

## Статистика
- Валовой внутренний продукт на 2003 год составляет 3 674 815 647,00 реалов (данные: Бразильский институт географии и статистики).
- Валовой внутренний продукт на душу населения на 2003 год составляет 4841,53 реалов (данные: Бразильский институт географии и статистики).
- Индекс развития человеческого потенциала на 2000 год составляет 0,670 (данные: Программа развития ООН).

## Состав мезорегиона
В мезорегион входят следующие микрорегионы:
1. Шапада-ду-Аподи
2. Серра-ди-Сан-Мигел
3. Моссоро
4. Пау-дус-Феррус
5. Умаризал
6. Медиу-Оэсти
7. Вали-ду-Асу